# Gás de Tchaplygin
Gás de Tchaplygin é um gás exótico usado para tentar explicar a energia escura que preenche o universo e que segundo diversos modelos cosmológicos, seria um hipotético responsável pela aceleração da expansão do universo. Recebe este nome em referência a Sergey Tchaplygin.
Tal gás tem a propriedade exótica de exercer uma pressão negativa variando com o inverso da densidade, satisfazendo uma exótica equação de estado na forma
{\displaystyle p=-A/\rho ^{\alpha }},
onde {\displaystyle p} é a pressão, {\displaystyle \rho } é a densidade, com {\displaystyle \alpha =1} e {\displaystyle A} uma constante positiva.
Em alguns modelos, um gás de Tchaplygin generalizado é considerado (GCG, do inglês Generalized Chaplygin Gas), onde {\displaystyle \alpha } é um parâmetro o qual pode tomar valores {\displaystyle 0<\alpha \leq 1}.